# Крпалек, Лукаш
Лукаш Крпалек (чеш. Lukáš Krpálek, 15 ноября 1990) — чешский дзюдоист, двукратный олимпийский чемпион, двукратный чемпион мира, трёхкратный чемпион Европы, серебряный призёр Европейских игр 2015 года в Баку, двукратный чемпион летней Универсиады 2013 года в Казани. Первый олимпийский чемпион в истории чешского дзюдо и второй обладатель олимпийской награды по дзюдо в истории Чехии (до этого первую бронзовую медаль Чехословакии смог взять Владимир Коцман на Олимпиаде 1980 в Москве). Всего за карьеру 21 раз побеждал на крупных турнирах: в его коллекции 2 золотые медали Олимпийских игр, 2 золота чемпионатов мира, 3 золота чемпионатов Европы, 2 золота Универсиады, также дважды побеждал на турнирах серии «Большой шлем», 3 раза на турнирах «Гран-при» и 7 раз на кубке мира

## Биография
Родился в 1990 году в Йиглаве. Утверждал, что изначально хотел заниматься карате, но его дядя, который привёл его в этот вид спорта, случайно перепутал секции. Личный тренер — Петр Лацина.
- В 2006 году стал серебряным призёром чемпионата Европы среди кадетов (до 16 лет).
- В 2008 году стал чемпионом мира[8] и Европы[9] среди юниоров (до 20 лет)
- В 2009 году стал чемпионом мира среди юниоров[10] и серебряным призёром юниорского чемпионата Европы[11]
- В 2011 году стал бронзовым призёром чемпионата мира[12].
- В 2012 году стал чемпионом Европы среди молодёжи (до 23 лет)[13] и занял 7-е место на Олимпийских играх в Лондоне[14].
- В 2013 году стал чемпионом Европы[15] и завоевал бронзовую медаль чемпионата мира[16]. Также выиграл две золотые медали на Универсиаде в Казани, в том числе в абсолютной весовой категории[17][18][19].
- В 2014 году стал чемпионом мира[20][21] и Европы[22].
- В 2015 году завоевал серебряную медаль Европейских игр[23].
- В 2016 году стал чемпионом на Олимпийских играх в Рио-де-Жанейро в весовой категории до 100 килограммов, победив азербайджанского дзюдоиста Эльмара Гасымова[24].
- В 2017 году стал бронзовым призёром чемпионата Европы, выступив в более тяжёлой весовой категории свыше 100 килограммов[25].
- В 2018 году стал чемпионом Европы[26].

На предолимпийском чемпионате мира 2019 года, который проходил в Токио, завоевал золотую медаль, переиграв в поединке за чемпионский титул соперника из Японии Хисаёси Харасава.
В апреле 2021 года на чемпионате Европы в Лиссабоне, Крпалек завоевал бронзовую медаль в весовой категории свыше 100 кг.
30 июля 2021 года на Олимпийских играх в Токио выиграл золотую медаль, став чемпионом в весовой категории свыше 100 кг. В финале Крпалек обыграл грузинского дзюдоиста Гурама Тушишвили.
На чемпионате мира 2023 года в Дохе завоевал серебряную медаль в весовой категории до 100 кг.
В апреле 2025 года на чемпионате Европы в Подгорице в весовой категории свыше 100 кг стал обладателем бронзовой медали. В схватке за третье место одолел соперника из Украины Евгения Балиевского.
Лукаш Крпалек дважды (в 2016 и 2019 годах) признавался лучшим спортсменом года в Чехии.
Помимо международных успехов, Крпалек является 6-кратным чемпионом Чехии: 2008, 2009, 2010 в категории до 100 кг и 2011, 2012, 2013 в категории свыше 100 кг. Всего он 7 раз принимал участие в чешском национальном чемпионате: 6 побед (2008—2013 годы) и серебряная медаль в 2007 году.

## Семья
Старший брат Михал — тоже дзюдоист.
В 2015 году Крпалек женился на Эве Кадерковой, в 2016 году у них родился сын Антонин, а в 2018 году дочь Мариана.